# Křenek
Křenek är en ort i Tjeckien.   Den ligger i regionen Mellersta Böhmen, i den centrala delen av landet, 22 km nordost om huvudstaden Prag. Křenek ligger 167 meter över havet och antalet invånare är 217.
Terrängen runt Křenek är huvudsakligen platt. Křenek ligger nere i en dal. Runt Křenek är det ganska tätbefolkat, med 139 invånare per kvadratkilometer. Närmaste större samhälle är Libeň, 17,4 km sydväst om Křenek. Trakten runt Křenek består till största delen av jordbruksmark.